# Mihail Nyikolajevics Tuhacsevszkij
Mihail Nyikolajevics Tuhacsevszkij (oroszul: Михаил Николаевич Тухачевский, Alekszandrovszkoje, ma Szlednyevo, Szmolenszki terület, 1893. február 16. – Moszkva, 1937. június 12.), a Szovjetunió marsallja, a Szovjetunió Forradalmi Katonai Tanácsának elnökhelyettese, a Szovjetunió Kommunista Pártja Központi Bizottságának póttagja, a honvédelmi népbiztos helyettese. Az egész hadtörténelem egyik legkiemelkedőbb katonai zsenije, a legnagyobb stratégák között tartják számon. A Vörös Hadsereg büszkesége volt, akit a külföldi újságok Vörös Napóleon néven is emlegettek.
Harcolt a cári hadseregben az első világháború idején, majd a bolsevikok oldalán részt vett az orosz polgárháború számtalan csatájában és a lengyel–szovjet háborúban. A Szovjetunió első öt marsalljának egyike. Több nyelven beszélt és diplomáciai feladatokat is teljesített pályafutása során. Katonai vezetői pozíciója sokáig megingathatatlannak tűnt, a rábízott feladatokat legjobb tudása szerint végrehajtotta, és gondosan vigyázott arra, hogy ne keveredjen bele a pártpolitikába, a sztálinista rendszer mégis az ellenségének minősítette.
1937-ben letartóztatták szovjetellenes tevékenység, kémkedés és hazaárulás koholt vádjával. A bíróság ítélete szerint fasiszta, lengyel és japán kém, az államrend megdöntésére irányuló szervezkedés vezetője volt. Erőszakkal kicsikart beismerő vallomása után halálra ítélték, és június 12-én hét másik katonai felsővezetővel együtt kivégezték. Likvidálása a sztálini tisztogatások, a „csisztka” keretében zajlott le, és megmutatta azt, hogy a gyilkosságoktól még a legmagasabb pozíciókban lévők sincsenek biztonságban. Sztálin halála után Tuhacsevszkij marsallt 1957. január 31-én az elsők között rehabilitálták.

## Fiatalkora
1893. február 16-án (Juliánus-naptár szerint február 4-én) született az Alekszandrovszkoje (ma Szlednyevo) nevű faluban, a Szmolenszki kormányzóság Dorogobuzs járásában, egy elszegényedett földbirtokos gyermekeként. Édesapja Nyikolaj Nyikolajevics Tuhacsevszkij, édesanyja Mavra Petrovna Tuhacsevszkaja volt, akik népes családot tudhattak magukénak, hiszen Misának volt két fiú- és négy lánytestvére. A családja rokonságban állt Lev Nyikolajevics Tolsztoj családjával.

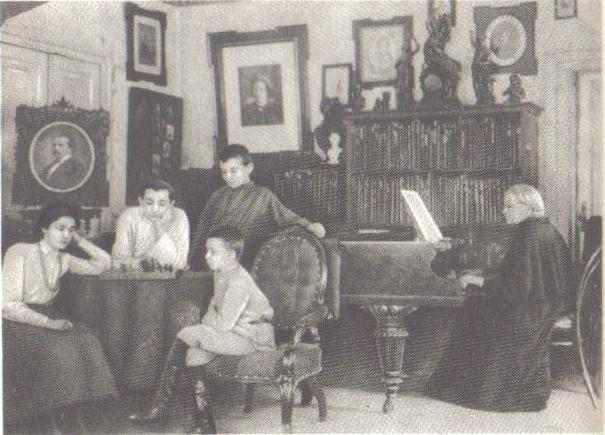
Tuhacsevszkij családja körében sakkozik. Ő az asztalnál ül, és könyökölve gondolkozik a következő lépésen.

Családja egy állítólagos grófi rangú előddel is rendelkezett, ám ennek megerősítését I. Pál orosz cár megtagadta Tuhacsevszkij ükapjának. Mivel családjában erős katonai hagyományok éltek (például a leendő marsall dédapja alezredesként harcolt Napóleon ellen), a fiú majdani karrierje egyértelmű volt. 1911-ben a II. Katalin cárnőről elnevezett 1. moszkvai hadapródiskolán kapta meg az alapfokú katonai képzettségét, ahol 1912. június 1-jén osztályelsőként végzett. Még ez év augusztusában, folytatva katonai tanulmányait, belépett a Sándor Katonai Tanintézetbe, amelyet 1914 júliusában kiváló eredménnyel végzett el. Az iskola befejezése azt is jelentette számára, hogy tiszti állománykategóriába került, és előléptették hadnaggyá. Többek között abban az elismerésben volt része, hogy maga választhatta ki leendő ezredét. Tuhacsevszkij a Szemjonov gárdaezred mellett döntött, amelyben dédapja is szolgált.
Az első világháború kitörése után, 1914 szeptemberében a frontra vezényelték, és mintegy fél évet harcolt a németek ellen. Hat hónapos szolgálata alatt többször kitüntették és előléptették főhadnaggyá. 1915. február 19-én német hadifogságba esett Łomża közelében, ahonnan négyszer kísérelt meg sikertelen szökést, ötödszörre azonban törekvését siker koronázta. Ingolstadt erődjéből sikerült megszöknie, mégpedig úgy, hogy a németek egy százados hadifogolytársával együtt városi eltávozásra engedték őket. Tuhacsevszkijnek és társának tiszti becsületszavukkal és aláírásukkal kellett megerősíteniük, hogy visszatérnek az erődbe, ám ehelyett megszöktek, és Párizson keresztül tértek vissza Szentpétervárra. A hadifogolytáborban együtt raboskodott Charles de Gaulle-lal, Franciaország későbbi elnökével.
Tuhacsevszkij október 27-én érkezett meg a városba, és november elején visszatért ezredéhez, ahol századparancsnokká nevezték ki. Az 1917-es októberi orosz forradalom után azonban feloszlatták az ezredet, és az összes tisztet leszerelték. Tuhacsevszkij ekkor a bolsevikokhoz próbált csatlakozni, azonban nemesi származása nehézséget okozott. Végül az Összoroszországi Központi Végrehajtó Bizottságnál dolgozó egyik régi ismerőse, Nyikolaj Kuljabko ajánlotta be Avel Szafronovics Jenukidzének, aki akkor a Bizottság katonai osztályát vezette, és mellette lett közvetlen munkatárs. Az éppen szerveződő Vörös Hadseregbe tehát önként lépett be, és hamar megmutatkozott, hogy a világháborúban szerzett katonai tapasztalatai és jó katonai képzettsége révén kiemelkedik a többiek közül, s látszott, hogy a későbbiekben valószínűleg nagy karriert fut be.

## Az orosz polgárháborúban

### A szimbirszki csata
Tuhacsevszkij 1918 áprilisában belépett az Oroszországi Kommunista Pártba. Nem valószínű azonban, hogy lépését teljesen ideológiai meggyőződésből tette, hiszen a tiszttársai visszaemlékezése szerint a következő szavakkal búcsúzott tőlük: „A söpredékre teszem tétemet.” A pártba történt felvétele után már májusban felelős megbízatást kapott: kinevezték a moszkvai védelmi körzet törzsébe, mint komisszárt. A Csehszlovák Légió lázadása után Tuhacsevszkijt a Volga vidékére küldték, hogy segítsen a frontparancsnoknak, Mihail Artyemevics Muravjovnak. Fenyegető helyzet alakult ki, hiszen az ország keleti részén a fehér csehek és a belső ellenforradalmi erők ellen Lenin a párt legkiválóbb és legmegbízhatóbb vezetőit vetette be. Odaérkezése után röviddel, a jelentkező nehézségek ellenére is megalakították a szimbirszki, a penzai és az inzali lövészhadosztályokat. Az ő szervezőképessége és katonai szaktudása nagyban hozzájárult, hogy létrejöhetett az 1. forradalmi hadsereg, melynek később a parancsnokává is kinevezték.
Már a harcok kezdetén megmutatkozott kiváló stratégiai érzéke. Azt vallotta, hogy a forradalmat csak határozott támadással lehet megmenteni. A rábízott egységek harci kedvének fokozása érdekében gyakran magukhoz a vöröskatonákhoz fordult. 1918. június 30-án, a hadműveletek előtt, az alábbi kiáltványt intézte hozzájuk:
Célunk, a proletariátus szocialista hadseregének célja most nem csak az, hogy ellenállást tanúsítson és védekező háborút folytasson – ezzel nem mentjük meg szovjetköztársaságunkat. Célunk most az, hogy minél hamarabb megfosszuk a csehszlovákokat és az ellenforradalmárokat a Szibériával és más, kenyérben gazdag területekkel való érintkezéstől, ehhez pedig minél gyorsabban, máris előre kell nyomulni – támadni kell, minden halogatás a halállal egyenértékű.
A hadsereg parancsnoki beosztáshoz hozzásegítette, hogy felettesei között voltak olyanok, akik nem hittek a forradalom győzelmében. Muravjov parancsnok elítélte a bolsevikok politikáját, és július 10-én fellázadt ellenük. Terve az volt, hogy újraindítja a központi hatalmak elleni háborút. Mivel nemesi származású volt, erre apellálva megpróbálta Tuhacsevszkijt is beszervezni vállalkozásába, ő azonban árulónak nevezte felettesét. Muravjov ekkor elrendelte Tuhacsevszkij kivégzését. Erre azonban nem került sor, mivel az őt őrző vöröskatonák szabadon engedték, és figyelmeztették a többi egységet is Muravjov árulásáról. Másnap Muravjov meghalt egy összecsapásban, és Tuhacsevszkij lett az 1. forradalmi hadsereg parancsnoka. Az elkövetkező tíz nap alatt, amíg a következő frontparancsnok megérkezett, jelentősen rosszabbodott a helyzet, és több fontos város is a fehérek kezére került.
A parancsnoksága alá tartozó 1. hadsereg rosszul felszerelt csapatokból állt, és mintegy 13 500 főt számlált. Szállítási eszközökkel és nehézfegyverzettel alig rendelkezett, ezért csak a vasútvonalak mentén volt képes mozogni. A fehérek csapatai ezt és a Muravjov lázadása okozta zűrzavart kihasználva vészesen megközelítették Lenin szülővárosát, Szimbirszket. Tuhacsevszkij elhatározta, hogy megvédi a várost, bármi áron. Csapatai egy részét csupán személyes közbeavatkozásának köszönhetően sikerült engedelmességre bírni. Erőfeszítései azonban hiábavalóak voltak, hiszen a város július 22-én elesett, és csupán szeptember 12-én sikerült visszafoglalni, akkor is a harmadik próbálkozásra. Az augusztus 3-án és 9-én indított támadásokat még visszaverték, és a második sikertelen akció után Trockij már hadbírósággal fenyegette a fiatal tisztet. A szeptember 9-én indított támadásban azonban teljesen bekerítette a Szimbirszket védő fehér csapatokat, és megsemmisítő vereséget mért rájuk. Ezzel másik nagy problémája is megoldódott, ugyanis csapatai rengeteg hadifelszerelést zsákmányoltak.
A szimbirszki győzelem után, szeptember 15-én éjszaka csapataival átkelt a Volga bal partjára, és mintegy 30–35 kilométerrel vetette vissza a fehérek csapatait. A Kazányból visszavonuló fehérek mintegy egy héten keresztül sikertelenül támadták a folyó bal partján lévő hídfőállást. Tuhacsevszkij ezután újabb csapatokat küldött át a folyón, és szeptember 25-re a fehérek mintegy 160 kilométert voltak kénytelenek hátrálni Bugulmáig. A győzelmek azt is eredményezték, hogy keze alatt pár hónap alatt harcképes, fegyelmezett erővé vált az 1. forradalmi hadsereg, és így példaként szolgáltak a máshol harcoló vöröskatonák számára.

### A szizranyi és szamarai csata
Még meg sem tisztították teljesen Szimbirszk környékét a fehér csapatoktól, amikor Tuhacsevszkij új parancsot kapott: Szizrany és Szamara elfoglalását. Saját csapatain kívül támogatására rendelték még a 4. hadsereg egyik hadosztályát és a volgai flottát, így mintegy 16 000 katona és 15 hajó került az irányítása alá. Ez volt az első összfegyvernemi hadművelet, amelyben részt vett, és teljesen újszerű problémákkal kellett szembesülnie a támadás során. Nemcsak a hadműveletei terület volt a szimbirszkinél jóval nagyobb, de a kombinált vízi-szárazföldi csapatmozgás is jóval bonyolultabb feladatnak bizonyult. Ellensúlyozta ezeket azonban az, hogy Tuhacsevszkij mintegy másfélszeres túlerőben volt ellenfeleivel szemben.
Tuhacsevszkij szeptember 14-én két saját és egy a 4. hadsereg alá tartozó hadosztállyal indította meg a támadást Szizrany ellen. Ehhez hamarosan csatlakozott a szimbirszki hadosztály is, amely két egynapos erőltetett menetet végrehajtva, mintegy 100 kilométert tett meg. Október 3-án a hadosztály sikeresen elfoglalta az alekszandrovszki vasúti hidat, ezzel elvágva a Volga jobb partján lévő fehér egységek Szamara felé vezető útját. A fehérek visszavonultak, és Szizrany aznap, Szamara pedig négy nap múlva került a vörösök kezére. Ezzel a győzelemmel megnyílt a kőolaj- és élelmiszerszállítás útja a felső-volgai régióba, ahol a lakosság éhezett. Tuhacsevszkij ekkor bevésett feliratos aranyórát kapott addigi győzelmei elismeréseként. 1918 novemberében Moszkvába rendelték, hogy áthelyezzék a déli frontra, ahol frontparancsnok-helyettesi beosztást kapott.

### Déli front
Tuhacsevszkij áthelyezésének fő oka az volt, hogy egyre inkább erősebbé váltak az ország déli részén állomásozó fehér egységek. 1918 végére az Észak-Kaukázust teljesen megszerezték, valamint felsorakoztak Anton Ivanovics Gyenyikin tábornok mögé, egységes hadvezetést létrehozva. Mihail Nyikolajevics azonban csak 1919 januárjában lépett szolgálatba a Déli fronton. Ennek oka az volt, hogy a magasabb rangú katonai szakértők erős ellenszenvvel viseltettek vele szemben, hiszen míg többségük magas rangú katonatiszt volt a cári seregben, addig ő csupán egy főhadnagy.
Tuhacsevszkij január 24-én átvette a 8. hadsereg parancsnokságát. Új egysége ekkor a fehérek demoralizált kozákjait üldözte, és a hónap végén átkelt a Don folyón. Február 1-jén a Vörös Hadsereg főparancsnoka, Jukums Vācietis, teljesen új feladatot adott a Déli frontnak, Rosztov és Novocserkasszk elfoglalását tűzve ki célul. Az új parancsnak köszönhetően hetven kilométeres rés nyílt a 8. hadsereg és a front többi egysége között. Ekkor súlyos vita alakult ki Tuhacsevszkij és Vlagyimir Mihajlovics Gittyisz frontparancsok között, utóbbi ugyanis úgy gondolta, hogy a 8. hadsereg támogatása nélkül is végezni tudnak a csapdába esett fehér csapatokkal, így azt az utasítást adta Tuhacsevszkijnek, hogy induljon Rosztov felé. A vita hamar a Forradalmi Katonai Tanács elé került, Tuhacsevszkij pedig hozzálátott saját terve megvalósításához, ám a márciusi olvadás miatt képtelen volt előrenyomulását folytatni a Donyec-medencében.

### Kolcsak legyőzése
Alekszandr Vasziljevics Kolcsak admirális feltűnésével ismét keletre helyeződött a polgárháború súlypontja, Tuhacsevszkij pedig ezt felhasználva, kérte saját visszahelyezését. Kérelmét jóváhagyták, és 1919. március 24-én kinevezték a Keleti front 5. hadseregének parancsnokává. A Keleti front és Kolcsak serege körülbelül azonos erőt képviseltek, habár a fehéreknek kétszer akkora lovasságuk volt, mint a vörösöknek. 1919 elején a frontvonal az Urál hegység mentén húzódott a két erő között, azonban a március elején indított offenzíva miatt Kolcsak egységei egyre közeledtek a Volgához.
Ebben a nehéz helyzetben vette át Tuhacsevszkij a létszámának majdnem felét elvesztő 5. hadsereg parancsnokságát. Az 5. hadsereg és a tőle északra tevékenykedő 2. hadsereg között mintegy 150 kilométeres rés volt, ráadásul Tuhacsevszkij demoralizált egységei kevés tiszttel és komisszárral rendelkeztek. Eközben a vörös vezérkar elfogadta Mihail Vasziljevics Frunze tervét, amely szerint egy közös parancsnok alá vont csapásmérő erő a jobbszárnyon megtámadja Kolcsak meggyengült balszárnyát. Ebbe a csoportba vonták be az 5. hadsereget is, és az így létrejövő egység élére Frunzét nevezték ki.
Április 20-ára az 5. hadsereg ismét bevethető állapotba került. A hadsereggel szemben közeledő két fehér hadtest között rést találtak, így Frunze parancsára Tuhacsevszkij április 28-án megindította a támadást. Két nap alatt sikeresen szétzúzták az ellenséges 7. gyalogoshadosztályt, és elfoglalták Buguruszlan vasútállomását, valamint a városba is behatoltak. Ekkor az egységet északra irányították Bugulma elfoglalására azért, hogy el tudja vágni Kolcsak utánpótlását. Az ellenség túlereje ellenére a május 6-án indított támadás sikerrel járt, és a város 13-ára elesett. A visszavonuló fehérek éppen csak elkerülték Tuhacsevszkij bekerítésre küldött csapatait, és a parancsnoksága alatt álló 5. hadsereg mintegy 150 kilométert nyomult előre egy hét alatt.
A Keleti fronton időközben parancsnokváltásra került sor, az új parancsnok Alekszandr Alekszandrovics Szamojlo lett, aki a Vörös Hadsereg főparancsnokával egyetértésben arra készült, hogy előbb a Szibériai Hadsereggel számol le, és csak utána végez Kolcsak Nyugati Hadseregével. Az új terv ellen azonban mind Frunze, mind Tuhacsevszkij tiltakozott. Ezután az 5. hadsereg rendre ellentmondásos parancsokat kapott, és Tuhacsevszkij egyik táviratában amiatt panaszkodott Szamojlónak, hogy tíz nap alatt öt, egymásnak teljesen ellentmondó parancsot kapott, majd emlékeztette parancsnokát a harcászat szabályaira. Másik táviratában nem elég energikusnak nevezte felettesét. Szamojlo a felettes iránti tisztelet hiánya miatt fel akarta menteni Tuhacsevszkijt a szolgálatból, ám ebben saját katonai tanácsa sem támogatta. A vitát végül Lenin oldotta meg, aki visszahelyezte a régi parancsnokot, Kemenyevet a Keleti front élére.
Frunze csoportja május 25-én ismét támadásban lendült Kolcsak ellen, és Tuhacsevszkij 5. hadserege szétzúzta az 1. Volgai Hadtest maradványait. Ezután a baskíriai Ufa városa volt a következő célpont, amely június 19-én el is esett. Tuhacsevszkij és Frunze korábbi jóslata valóra vált, ugyanis a Nyugati Hadsereg visszavonulásával együtt a Szibériai Hadsereg is kénytelen volt a további támadó hadműveleteket beszüntetni. Ezután a vörös egységek folytatták előrenyomulásukat, és július 13-án elesett Zlatouszt, majd augusztus negyedikén Cseljabinszk is. Tuhacsevszkij a két város elfoglalása közben mintegy 16 000 hadifoglyot és hatalmas mennyiségű hadizsákmányt ejtett.
Augusztus 20-án az 5. hadsereg átkelt a Tobol folyón, és tíz nap alatt 180 kilométert nyomult előre. Itt azonban súlyos ellentámadás érte csapatait, és szeptember végére az 5. hadosztály visszaszorult a folyó menti hídfőibe. Október 14-éig nem került sor komolyabb akciókra, ezen idő alatt Tuhacsevszkij az egységeit erősítette meg. A 14-én induló offenzívában Kolcsak csapatai súlyos vereséget szenvedtek és folyamatos visszavonulásra kényszerültek, amely fejvesztett menekülésbe torkollott. Október 30-án Tuhacsevszkij elfoglalta a ma Kazahsztán területén fekvő Petropavlovszkot, döntő vereséget mérve a fehérekre. Ezután hadosztályai kérését figyelmen kívül hagyva folytatta az előretörést Omszk irányába, ahonnan Kolcsak és kormánya november 12-én elmenekült. A város 30 000 fős helyőrsége lövés nélkül adta meg magát, a vörösök kezére juttatva a város fegyverraktárait.
Egységei mintegy 600 kilométert tettek meg egy hónap alatt, napi 20 kilométert gyalog teljesítve, mert nélkülözték a szállítójárműveket, és a terület sem rendelkezett kiépített infrastruktúrával. Tuhacsevszkij energikussága, kezdeményezőképessége nagy szerepet játszott ennek az eredménynek a létrejöttében. Jelentősen növelte az 5. hadsereg tényleges támadóerejét az az utasítása, amelyben lényegében megtiltotta tisztjeinek a tartalékok képzését, így nagy tűzerőt koncentrált az arcvonalra. Ezzel a taktikával látványos sikereket ért el, ám vereség esetén fennállt a veszélye, hogy csapatai is súlyos veszteségeket szenvednek.
Omszk elfoglalásáért Vörös Zászló érdemrenddel és aranymarkolatú díszkarddal tüntették ki, amely akkor a harcoló hadseregparancsnokoknak adományozható legmagasabb kitüntetés volt. A „Vörös Lobogó” érdemrend jelével ellátott díszkard különösen nagy elismerés volt, és azt jelentette, hogy mind Lenin, mind Trockij bizalmát magáénak tudta, de lehet, később ez okozta a vesztét, hiszen kivívta Sztálin ellenszenvét és irigységét, ő ugyanis nem kapta meg ezt az elismerést. Egysége, az 5. hadsereg egyhavi különfizetést kapott, az összes járandósággal kiegészítve, valamint a hadsereg 27. hadosztálya felvehette nevébe az „omszki” titulust. Ezután Tuhacsevszkijt novemberben ismét Moszkvába rendelték, hogy új beosztásba helyezzék.

### Krónikus tiszthiány
Tuhacsevszkij kiemelkedő hadvezéri képességei a hadseregszervezés területén is megmutatkoztak. A Vörös Hadsereg folyamatos tiszthiányban szenvedett, és központilag nem tudták pótolni a parancsnoki állományt ért veszteségeket. A gondok enyhítésére saját módszert dolgozott ki, eszerint létrehoztak az 5. hadseregben működő vöröstisztképző iskolát. Ezt úgy szervezték, hogy képesek voltak magasabb szintű zászlóalj- és századparancsnoki és az alapokat biztosító szakaszparancsnoki képzést is folytatni. Az 5. hadsereg 1919-es téli hadjárata előtt készített jelentésben az állt, hogy ezen a módon 50 zászlóalj és század vezetésére alkalmas tisztet kiképeztek, és további 800 fő szakaszparancsnok felkészítését folytatták.

### Gyenyikin legyőzése

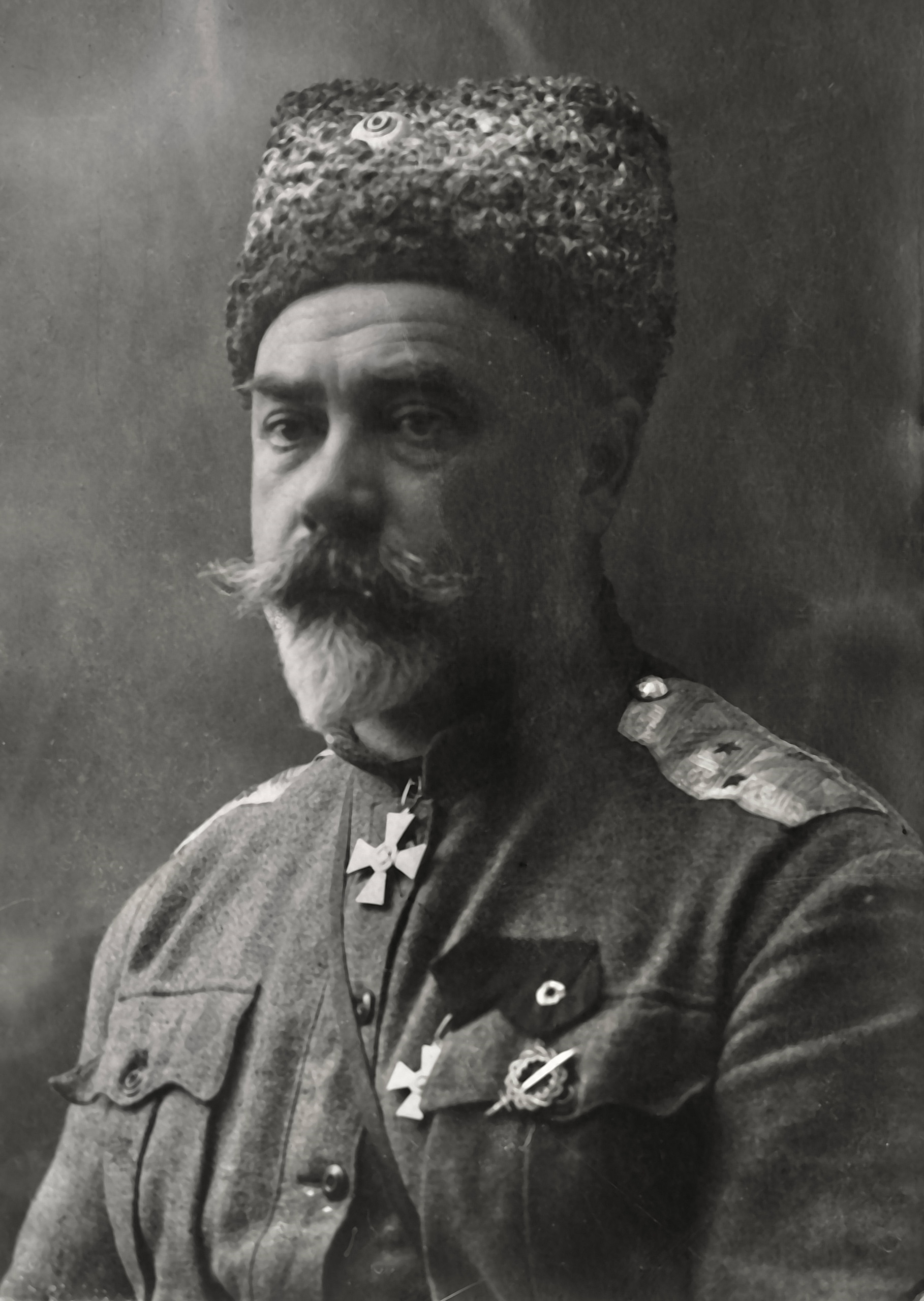
Anton Ivanovics Gyenyikin

Bár Tuhacsevszkij november végén Moszkvába érkezett, kinevezésére mégis január 24-éig kellett várnia. Ő maga ezt a magasabb beosztású katonai szakértők ellenszenveként értelmezte, mert bár bizonyított az 5. hadsereg élén, mégis úgy tűnt, kételkednek a képességeiben. Várakozása alatt Lenin megkérte arra, hogy foglalja írásba véleményét a katonai vezetőkről. Tuhacsevszkij ennek eleget is tett, és lesújtó véleményt fogalmazott meg irományában. Többek között arról panaszkodott, hogy a cári hadsereg volt tisztjei nem értik meg az osztályharc fontosságát és nem is veszik azt figyelembe a haditerv kidolgozásakor. Úgy vélte, legfőbb ideje a fontosabb pozíciókba munkás és paraszti származású tiszteket helyezni, akik már elegendő tapasztalatot gyűjtöttek a polgárháborús évek során.
December 22-én aztán kinevezték a Déli front 13. hadseregének élére, ám a front komisszárja, Joszif Visszarionovics Sztálin nem hagyta ezt jóvá. Katonatársak visszaemlékezései szerint sosem volt barátságos Tuhacsevszkijjel, valószínűleg utóbbi nemesi származása és a hadseregben elért eredményei miatt. Ő ezért 1920. január 19-én kérelmet írt a Központi Végrehajtó Bizottságnak, amelyben kérte kinevezését bármilyen pozícióba, még ha az nem is jár együtt frontszolgálattal. Ezzel egy időben érkezett meg Bugyonnij és Vorosilov levele, amelyben panaszt emeltek a Déli front elégtelen vezetése ellen. Ezek következtében január 24-én kinevezték Tuhacsevszkijt a kaukázusi hadszíntér ideiglenes parancsnokának, amely pozíciót ténylegesen február 3-án vette át Szaratovban.
Tuhacsevszkij erőit a balszárnyra összpontosította, mivel jóval gyengébbnek találta Gyenyikin Manics mögött helyett foglaló jobbszárnyát, mint a Don mögött húzódó balt. Felismerte, hogy az idő a legfontosabb tényező, ezért február 14-én, a beígért erősítés előtt, támadást indított a fehérek ellen. A frontális támadásokkal egy időben az 1. lovas hadsereg Bugyonnij vezetésével az ellenség hátába került, hogy elvágja annak összeköttetéseit a hátországgal. Gyenyikin azonban felismerte a fenyegetést, és saját lovascsapatait küldte a helyzet megmentésére. Ekkor került sor a polgárháború legnagyobb lovasütközetére, ahol mintegy 25 000 katona csapott össze. Az összecsapás a vörösök elsöprő győzelmével ért véget, amely egyben az egész hadjárat sorsát is eldöntötte. Eközben azonban a fehérek egységei elfoglalták Rosztovot, ami riadalmat okozott Moszkvában, és emiatt több szemrehányás is érte Tuhacsevszkijt. Kamenyev február 21-én azért szidta meg, mert nem várta be a számára küldött erősítést a támadás megindítása előtt. Ő azonban azt válaszolta, hogy támadnia kellett, hogy ő léphessen fel kezdeményezőként, és arra is hivatkozott, hogy ha Rosztov csupán egy kis falu lett volna, akkor az üggyel senki sem foglalkozna. Taktikája helyességét igazolta, hogy a várost február 23-án visszafoglalták, és ezután végzetes csapást mértek Gyenyikin seregére, amelyet március végén az antant flottája a Krím félszigetre evakuált. Ezzel az orosz polgárháború lényegében véget ért.

## A lengyel–szovjet háborúban

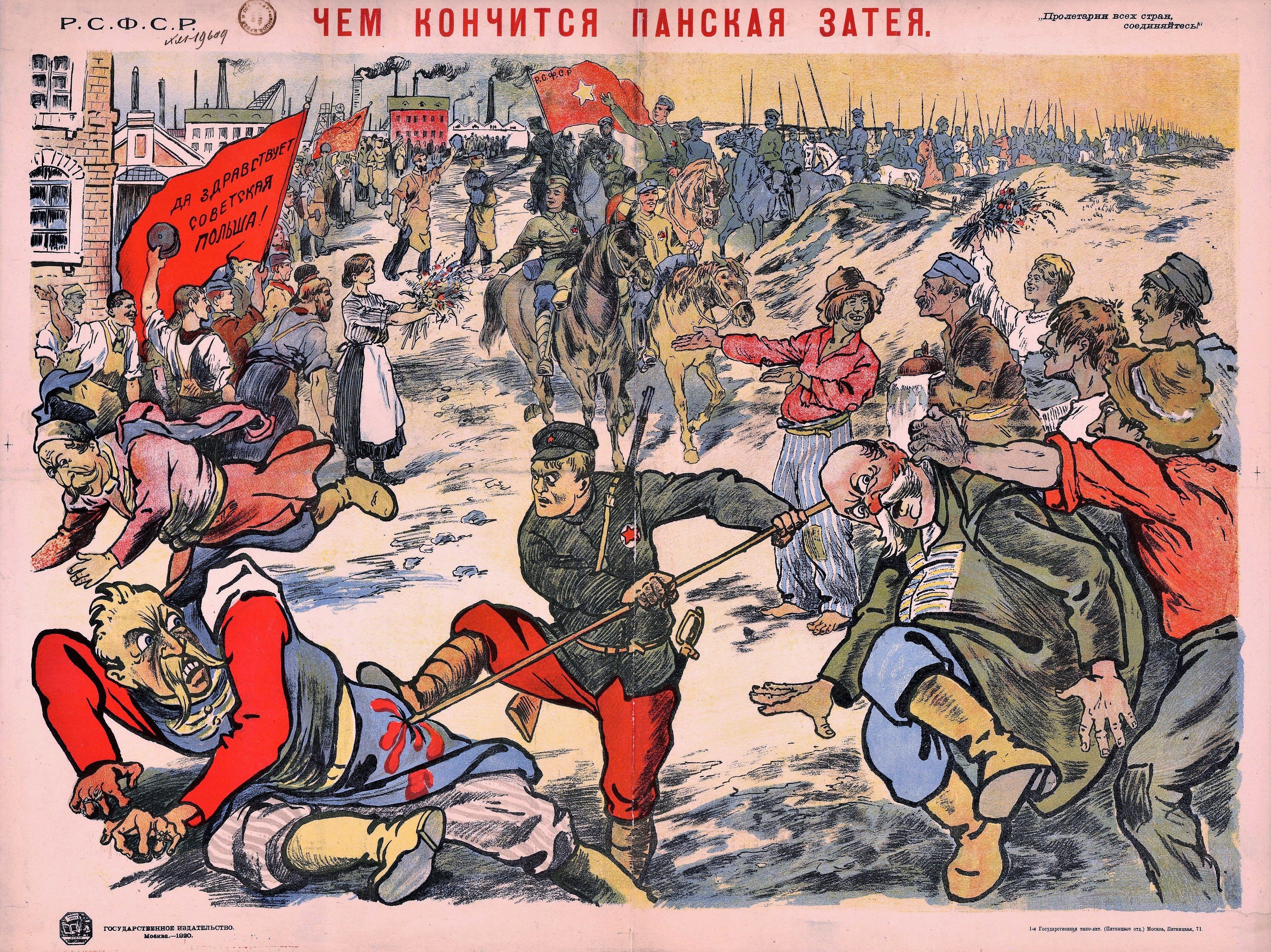
Szovjet propagandaplakát. A szöveg: „Mivel végződik a földbirtokos elképzelése.”

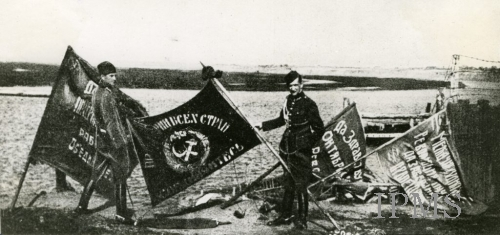
Lengyel katonák a varsói csatában zsákmányolt szovjet zászlókkal

1920 márciusában Kamenyev, a Vörös Hadsereg főparancsnoka javasolta, hogy Tuhacsevszkij, aki „hozzáértéssel és határozottan irányította az utolsó hadműveleteket Gyenyikin haderőinek megsemmisítésében”, legyen a lengyelek ellen induló Nyugati front parancsnoka. Kinevezése a front élére végül április 29-én történt meg, rendkívül kritikus helyzetben. Május 14-én offenzívát indított a mai Belorusszia területén állomásozó lengyel erők ellen, ám ellenfelei Ukrajnából hozott csapatokkal megállították, majd ellentámadást indítva kiszorították a területről a vörös egységeket.
Ettől kezdve júliusig a Délnyugati front játszotta a főszerepet a hadjáratban, és a Nyugati front csak július 4-én ment át támadásba. Ekkor Tuhacsevszkij a következő parancsot adta ki: „Szuronyok hegyén visszük el a békét és a boldogságot a dolgozó emberiségnek. Irány Nyugat! Előre Vilna, Minszk, Varsó felé!” A mintegy százezer főt számláló, négy hadseregből álló, másfélszeres túlerőben lévő Nyugati front sorra győzelmet aratott a lengyelek felett. Július 11-én elfoglalták Minszket és Mozirt, 14-én pedig Vilna is elesett. Július közepére a front katonái már a Curzon-vonalnál, vagyis a lengyel–ukrán, illetve belorusz etnikai határnál álltak. Míg eddig csupán a lengyel egységek Ukrajnából és Belorussziából való kiszorítása volt a fő cél, ekkor megfogalmazódott a gondolat a szovjet vezetőségben, hogy a lengyeleknél is kommunista kormányzatot állítsanak fel. Lenin beleegyezése után folytatódtak a Lengyelország elleni hadműveletek.
Kamenyev egyetértett Tuhacsevszkij jelentésével, úgy látta, hogy a lengyelek főerőit tönkreverték, és a Nyugati front ereje már egyedül is elegendő Varsó bevételére, így a Délnyugati front számára új célt jelölt ki, Lvov elfoglalását. Ezzel a két egység távolodni kezdett egymástól, emiatt az oroszok támadóereje jelentősen lecsökkent. Tuhacsevszkij csapatai augusztus elejére megközelítették a lengyel fővárost, majd mintegy 57 000 katona lendült támadásba augusztus 13-án. Ismét kedvenc taktikáját alkalmazva, tartalékok felhalmozása és az erősítés bevárása nélkül indult meg a város ellen. Terve az volt, hogy északról kerüli meg Varsót, mivel úgy vélte, itt várakoznak az ellenséges főerők. Sebezhető balszárnyát azonban ellentámadás érte augusztus 16-án, és ez az egész offenzíva összeomlásához vezetett. A lengyel sikerekben fontos szerepe volt a Magyarországról az utolsó pillanatban megérkező lőszerutánpótlásnak, amely majdnem 22 millió töltényt jelentett, és 80 vagon szállította azt Románián keresztül. A kezdetben szervezett visszavonulás utóbb fejvesztett meneküléssé vált, és Tuhacsevszkij elvesztette összeköttetését egységeivel. A Varsó elleni támadás teljes kudarccal végződött, és a lengyel erők augusztus 25-ére elérték a Nyugati-Bugot, valamint visszafoglalták Breszt-Litovszkot. A kudarc ellenére Tuhacsevszkijt nem váltották le, ám igen hamar megindult a felelősök keresése a felső vezetők között.
Tuhacsevszkij a hadjárattal kapcsolatos véleményét előadásokon hangoztatta, és írásban az 1923-ban megjelenő „A visztulai hadjárat” című munkájában adta közre, ahol a felelősséget a Délnyugati frontra, valamint a főparancsnokságra hárította. Itt került szembe másodszor Sztálinnal, hiszen ő a Köztársaság Forradalmi Katonai Tanácsának tagjaként szembeszállt Lenin akaratával azért, hogy pártfogoltjai (Vorosilov és Bugyonnij) az 1. lovashadsereggel Lvov bevételét végrehajthassák. Ez Tuhacsevszkij szerint hadászati szempontból kevésbé fontos cél volt, és az ott elért harcászati siker azt is jelentette, hogy a lovas egységek csak késve érkeztek a lublini fő irányba, és ez a késedelem nagyban hozzájárult a varsói hadművelet kudarcához. Lenint olyan mélységesen felháborította Sztálin hozzáállása, hogy Moszkvába rendelte, és a párt Központi Bizottságának nevében megrovásban részesítette, majd eltávolította a katonai vezetésből.

## Felemelkedése

### Kronstadti és tambovi lázadás

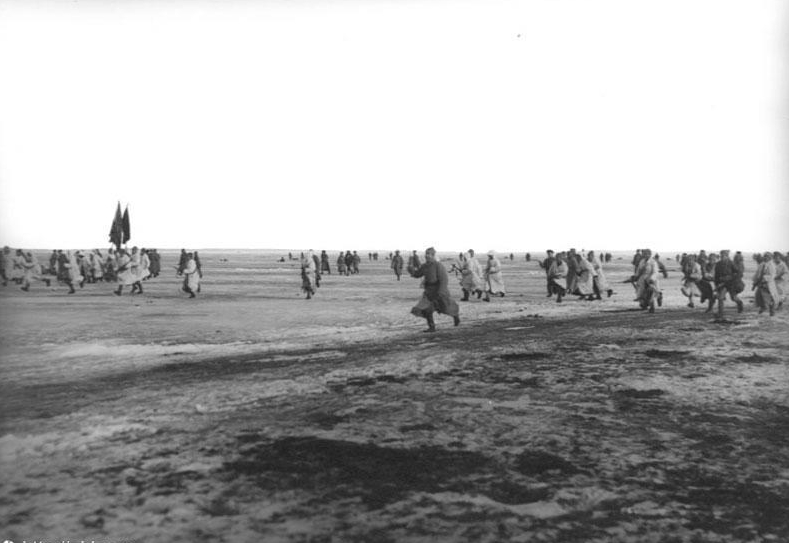
A Vörös Hadsereg katonái rohamoznak Kronstadtnál

1921-ben, az orosz polgárháború katonai konfliktusainak vége után az emberek egyre inkább kezdtek szembefordulni a bolsevik vezetéssel. A hadikommunizmus rendszere egyre visszatetszőbbé vált az emberek számára, és 1921 elején több lázadásra is sor került. A. Sz. Antonov vezetésével parasztlázadás robbant ki a Tambovi Kormányzóság területén, és 1921 márciusában a kronstadti matrózok is fellázadtak. Tuhacsevszkijnek mindkét esemény vérbefojtásában nagy szerepe volt. Az általa alkalmazott eszközök inkább hasonlítottak egy büntetőhadjáratra, mint egy katonai vállalkozásra. Harci gáz alkalmazása, túszejtések, kivégzések és falvak felégetése jellemezték ezeket.
A kronstadti matrózlázadás kitörése után Tuhacsevszkij parancsnoksága alatt újra felállították a 7. hadsereget, és irányítása alá rendelték a 27. „Omszki” hadosztályt is. Március 8-án sikertelen rohamra került sor, ám a 17-i támadás során a vöröskatonák elérték az erődítményt. Tuhacsevszkij ekkor harci gáz bevetésére adott parancsot a Petropavlovszk és Szevasztopol csatahajók ellen, és másnapra a matrózok ellenállása megtört.
A tambovi lázadás eltiprását is Tuhacsevszkijre bízták. Erre mintegy 50 000 katonát és egy hónapot kapott, azonban minden erőfeszítése ellenére sem sikerült a határidőt betartania. Tuhacsevszkij a 171. számú napiparancsban fektette le a sereg által alkalmazandó módszereket. Itt felhatalmazta a katonákat arra, hogy helyben lőjék le azt, aki nem hajlandó a nevét megmondani, a lázadókat rejtegető vagy fegyvert birtokló családoknak a legidősebb tagját lőjék agyon, az erdőket pedig mérges gázzal tisztítsák meg. Ezen kívül teljes falvakat is felégethettek ellenállás esetén, vagy a parasztok kunyhóit felrobbanthatták. Tuhacsevszkij a fentieken kívül úgy próbálta megadásra bírni a lázadókat, hogy családjaikat túszul ejtették és embertelen körülmények közé táborokba zárták. Mindezek ellenére a lázadást csak 1922 végére sikerült elfojtani.

### A Vörös Hadsereg reformja

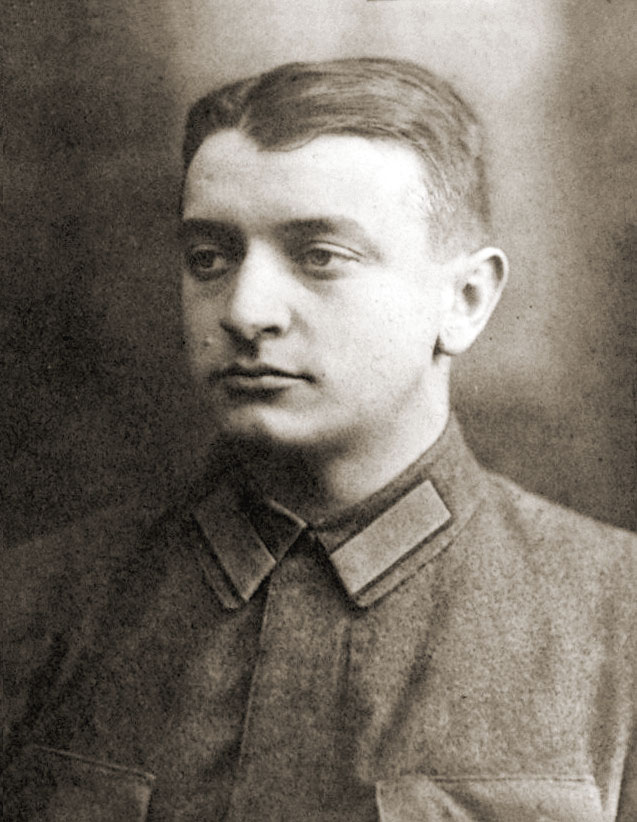
Tuhacsevszkij az 1920-as években

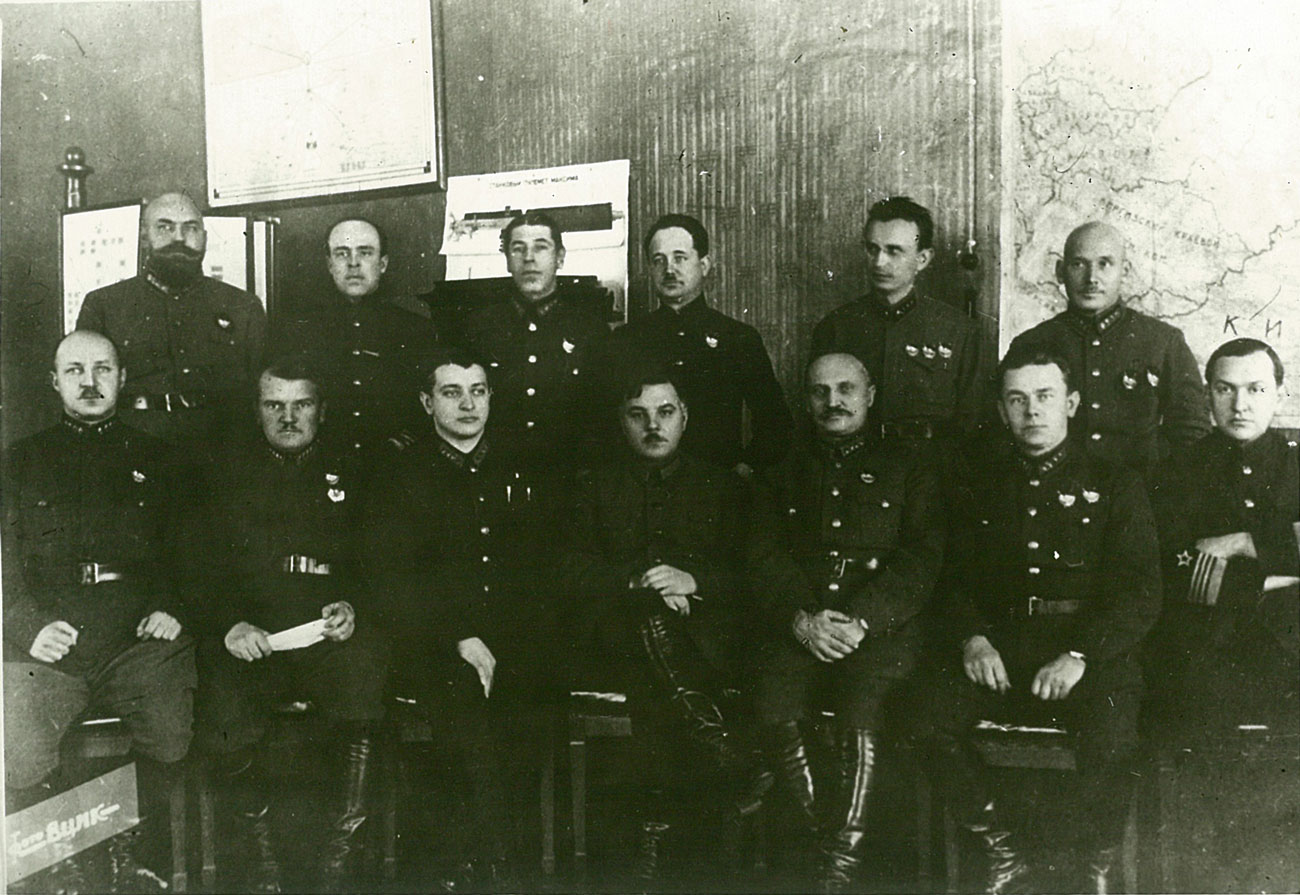
A szovjet katonai körzetek parancsnokainak találkozója 1927-ben. Tuhacsevszkij az első sorban balról a harmadik, tőle jobbra Vorosilov ül.

A háború végeztével minden erejével a Vörös Hadsereg további megerősítésén fáradozott. 1921. július 25-én kinevezték a Munkás-Paraszt Vörös Hadsereg Katonai Akadémiájának parancsnokává. Ez a felsőoktatási intézmény volt akkoriban a magasabb parancsnoki állomány képzésének egyetlen központja. Az oktatói beosztásban nem maradt sokáig, hiszen 1922 januárjától újra parancsnoki és parancsnokhelyettesi beosztásokat látott el. Közvetlen elöljárójával, Frunze parancsnokkal kölcsönös tiszteleték a másikat, és munkájuk során jól kiegészítették egymást. 1924 áprilisa és 1925 januárja között, Frunze vezérkari főnöksége idején Tuhacsevszkij volt a helyettese. Trockij hadügyi népbiztosi pozícióból elmozdítása után Frunze követte a népbiztosság élén és a Forradalmi Katonai Tanács elnökeként, ez utóbbinak Tuhacsevszkij is tagja volt. Frunze halála után átmenetileg háttérbe szorult, ugyanis visszautasította a Vorosilov és Sztálin által ajánlott katonai tanácsadói pozíciót Kínában, a szövetséges Kuomintangnál, így ezt követően a katonai utánpótlás nevelése lett a feladata.
Tuhacsevszkij ekkoriban sokat foglalkozott a jövővel, és igen korán felismerte, hogy a modern harcászat legfőbb alapeleme a motorizáció, amely nagyban növeli a seregek mozgékonyságát. A Szovjetunió 1928-tól induló ötéves tervei főleg a gép- és acélgyártásra helyezték a fő hangsúlyt, és ez egybevágott az ő elképzeléseivel is. Ezen kívül 1929-ben a párt Központi Bizottsága határozatot fogadott el a fegyverzet és a felszerelés modernizálásáról és új, modern harceszközök beszerzéséről. Mindezek hatására Tuhacsevszkij 1930 januárjában javaslatot dolgozott ki a fegyveres erők reformjára, amelyben nemcsak a fegyverzet modernizálására, de a haderő átszervezésére is javaslatot tett. A tervezet kidolgozása során – tévesen – úgy vette, hogy az első ötéves terv sikeréről szóló jelentések igazak, ennek megfelelően a benne szereplő adatok erősen túlzóak.
Ennek részeként javasolta a lovas egységek számának csökkentését, és a harckocsik, valamint repülőgépek számának növelését. Ezek miatt azonban óhatatlanul ellentétbe került Vorosilovval és Bugyonnijjal. Mivel tervezetére hónapokig nem érkezett válasz, végül ő maga írt Sztálinnak 1930 áprilisában, ám Sztálin válasza elutasító volt, a válaszlevelet pedig Vorosilov fel is olvasta a Forradalmi Katonai Tanács egyik ülésén. A tervezete ellen felhozott érvek azok voltak, hogy nem marxista módon közelítette meg a problémát, elérhetetlen célokat vázolt fel, és terve végrehajtása a „vörös militarizmus” kiépüléséhez vezetne. Tuhacsevszkij azonban nem fogadta el a visszautasítást, és többször is kérte Sztálint a véleménye felülvizsgálására.
Előrelépést az jelentett, amikor 1931 júniusában váratlanul hadügyi népbiztos helyettesnek, valamint a Vörös Hadsereg fegyverzeti főnökévé nevezték ki. Ilyen minőségében sokat tett a Vörös Hadsereg modernizálása érdekében, így például 1931 végén javasolta, hogy a lövész- és lovashadosztályokat erősítsék meg harckocsikkal, majd 1934-ben sürgette a katonai légierő gépszámának növelését is. A légierő fejlesztésével együtt a légvédelem fejlesztését sem hanyagolta el, és nagy figyelmet szentelt a légelhárító eszközök kifejlesztésére és rendszeresítésére is. A később oly hírhedtté vált katyusák is neki köszönhetőek, hiszen ezek az általa támogatott modern harcászati rakéták fejlesztésének voltak részei. A Balti Flotta több hadgyakorlatán is részt vett, hogy ellenőrizze a tengeri hadviseléssel kapcsolatos elképzeléseinek helyességét. Ezen kívül javasolta katonai akadémiák felállítását azért, hogy a gépesített egységekhez szükséges tiszti állomány időben rendelkezésre álljon.
Tuhacsevszkij kezdeményezte a Vörös Hadseregben az ejtőernyős egységek létrehozását. Az első szovjet ejtőernyős alakulat 1932-ben alakult meg 450 emberrel. Tuhacsevszkij 1934 szeptemberében, a Leningrádi Katonai Körzetben kísérte figyelemmel az egyik ejtőernyős hadgyakorlatot, és ekkor találta úgy, hogy érdemes a technikát továbbfejleszteni. 1936-ban, a Kijevi Katonai Körzetben mintegy 1200 ejtőernyős tartott gyakorlatot, akik villámgyorsan elfoglalták a kijelölt célpontot. Részben Tuhacsevszkij felismerésének köszönhetően 1936 és 1945 között a Szovjetuniónak több ejtőernyőse volt, mint a világ összes többi országának együttvéve.

### Marsallá válása
Tuhacsevszkij karrierje magasan szárnyalt, 1928-ban a Leningrádi Katonai Körzet élére nevezték ki, 1931. június 19-én a Forradalmi Katonai Tanács elnökhelyettese lett, 1933 februárjában kitüntették a Lenin-renddel, a XVII. pártkongresszus pedig a Központi Bizottság póttagjává választotta. A sikerekkel együtt járó irigység és kétkedés is megjelent körülötte. Miután Frunze meghalt, Vorosilov honvédelmi népbiztossága idején a Munkás-paraszt Vörös Hadsereg törzsfőnöke lett. Vorosilov lényegesen gyengébb képességekkel rendelkezett, és ezt úgy próbálta ellensúlyozni, hogy hihetetlen gyanakvással figyelte Tuhacsevszkij minden mozdulatát. Vorosilovval és Bugyonnijjal való gyakori vitáinak oka volt még az is, hogy Tuhacsevszkij nehezen viselte a butaságot, és a két marsall maradi hadászati felfogása éles ellentétben állt az ő új stratégiai elképzeléseivel. A gyakori vitáknak meg is lett az eredménye, és a Vörös Hadsereg fejlesztése érdekében tett jelentéseit és javaslatait Vorosilov rendszeresen kifogásolta, visszadobta, és ha csak tehette, elkerülte őt. Sztálin már 1930-ban megpróbálta perbe fogni, ám ekkor több bolsevik vezető a segítségére sietett, és visszahelyezték pozíciójába.
A Frunze Katonai Akadémia 1931-ben érdekes elemzést készített a szovjet–lengyel háború tanulságait összegző tankönyvében, ugyanis összhangban Sztálin elvárásaival kimondták, hogy a hadművelet sikertelensége egyedül Tuhacsevszkijnek köszönhető. Ez az időszak azért is fontos, mert folyamatosan érkeztek az akkor már egyre jobban működő szovjet hírszerző-hálózatok jelentései, hogy az európai haderőknél, de különösen Németországban gőzerővel folynak a katonai fejlesztések. A jelentések szerint a nyugati hadseregekben prioritást élvezett az újrafegyverzés és a technikai újdonságok harci alkalmazásra történő felkészítése. Valószínűleg Sztálin is megérezte, hogy a technikai fejlesztések, melyek elsősorban Tuhacsevszkij javaslataihoz köthetőek, a továbbiakban nem odázhatóak el, és a Vorosilov- és Bugyonnij-féle lovasrohamok nem fognak eredményt hozni egy esetleges háborúban. Ezért látszólag megbocsátott Tuhacsevszkijnek, és 1932 májusában még levelet is írt neki, melyben a korábbi bírálataiért bocsánatot kért tőle. A körülötte eddig csak sokasodó vádakkal és intrikákkal szemben ez nagyon jól jött számára, és 1935 novemberében az első öt szovjet tábornok között volt, akiket előléptettek marsallá.

## Szemben a sztálini vezetéssel
A német–orosz viszony II. Katalin orosz cárnő óta meghatározó volt Oroszországban, és Tuhacsevszkij is azok közé tartozott, akiket dühödt németellenesség jellemzett. Ez a nézete azonban nagyon sokaknak nem tetszett, hiszen Lenin megbízásából a genovai konferencián tárgyaló Csicserin külügyminiszter 1922. április 16-án Rapallo észak-olasz kisvárosban aláírt egy német–orosz különegyezményt, amelyben helyreállította a diplomáciai kapcsolatot Szovjet-Oroszország és Németország között, valamint kölcsönösen lemondtak egymással szemben területi követeléseikről. Ez a megállapodás 5. cikkelye tartalmazott egy titkos konvenciót, melynek értelmében a Reichswehr legfelsőbb parancsnoksága és a Vörös Hadsereg vezérkara megegyezett abban, hogy a korlátozásokkal sújtott német haderőnek a szovjet fél technikai segítséget nyújt. Ennek a „kölcsönös segítségnyújtásnak” a keretében azt a gyakorlatot folytatták, mint amit 1921-ben már tulajdonképpen elkezdtek. Így a szovjethatalom „fű alatt” megkapta a Németország területén korlátozott és ellenőrzött hadipotenciál egy részét, melynek keretében német üzemek létesültek országszerte. Cserébe a szovjetek német katonákat képeztek ki, és kereskedelmi áruforgalom címén az üzemekben gyártott fegyverek és vegyi fegyverek egy részét átadták Németországnak. Ez a fajta együttműködés a két ország között egészen 1933 közepéig, Hitler hatalomra jutásáig folytatódott.
A technológiai segítségnyújtás hihetetlen összeggel gyarapította a szovjethatalmat, hiszen 1928-ban a német hadikiadásokra elkülönített 73 millió márkából 5,7 milliót tett ki a német légierő szakembereinek és páncélos tisztek szovjetunióbeli kiképzése. Tuhacsevszkij sem húzhatta ki magát a németek segítése alól, hiszen hat alkalommal járt szolgálati úton Németországban, ahol megtekintett több hadiüzemet, és megtapasztalta a német hadigépezet fejlődésének hihetetlen tempóját. Az itt szerzett tapasztalatai megint szembeállították Sztálinnal, mert meg volt győződve arról, hogy a német katonai fejlesztések fenyegetést jelentenek számukra. Ezzel szemben Sztálin partnernek gondolta Hitlert, és a megegyezés híve volt. A jövedelmező német–szovjet kapcsolatok haszna sem volt utolsó szempont nála. Tuhacsevszkij híres, és mára katonai tananyagként kötelező olvasmánynak tekinthető elemzései közül is kiemelkedik az 1935-ben megjelent A mai Németország katonai tervei című. Ebben már vizionált egy erős, és számukra is veszélyt jelentő német haderő felállításáról. Ugyanezen évben amikor megírta a Hitler háborús tervei című cikkét, melyben a német tervekről alkotott véleményét fejti ki, az írást a Pravda a nyilvánosság részére a tényeket elferdítve adta tovább, hiszen Sztálin nem hitt neki, és oldalakat kitörölt az eredeti anyagból. Új címet adott neki, mely végül a A mai Németország katonai tervei címen jelenhetett meg. A cikk mindezek ellenére bombaként hatott. A német nagykövet hivatalosan is tiltakozott Litvinov külügyi népbiztosnál, és Sztálinnál ez volt az utolsó csepp a pohárban. Bizonyossággá vált számára, hogy valamit tennie kell Tuhacsevszkijjel. Ekkorra már gyakorlatilag az összes pártbeli ellenségével leszámolt, és az a félelme támadt, hogy a fiatal marsall az igazi tekintélyt soha nem szerzett Vorosilovtól megszerezheti a hadügyi népbiztosságot, és így akár még az ő pozícióját is veszélyeztetheti. A cikk körül kialakult vita és hatalomvesztési félelmei összecsengtek, ezért az ambiciózus marsallal való leszámolás napja egyre közeledett.

## Bukása

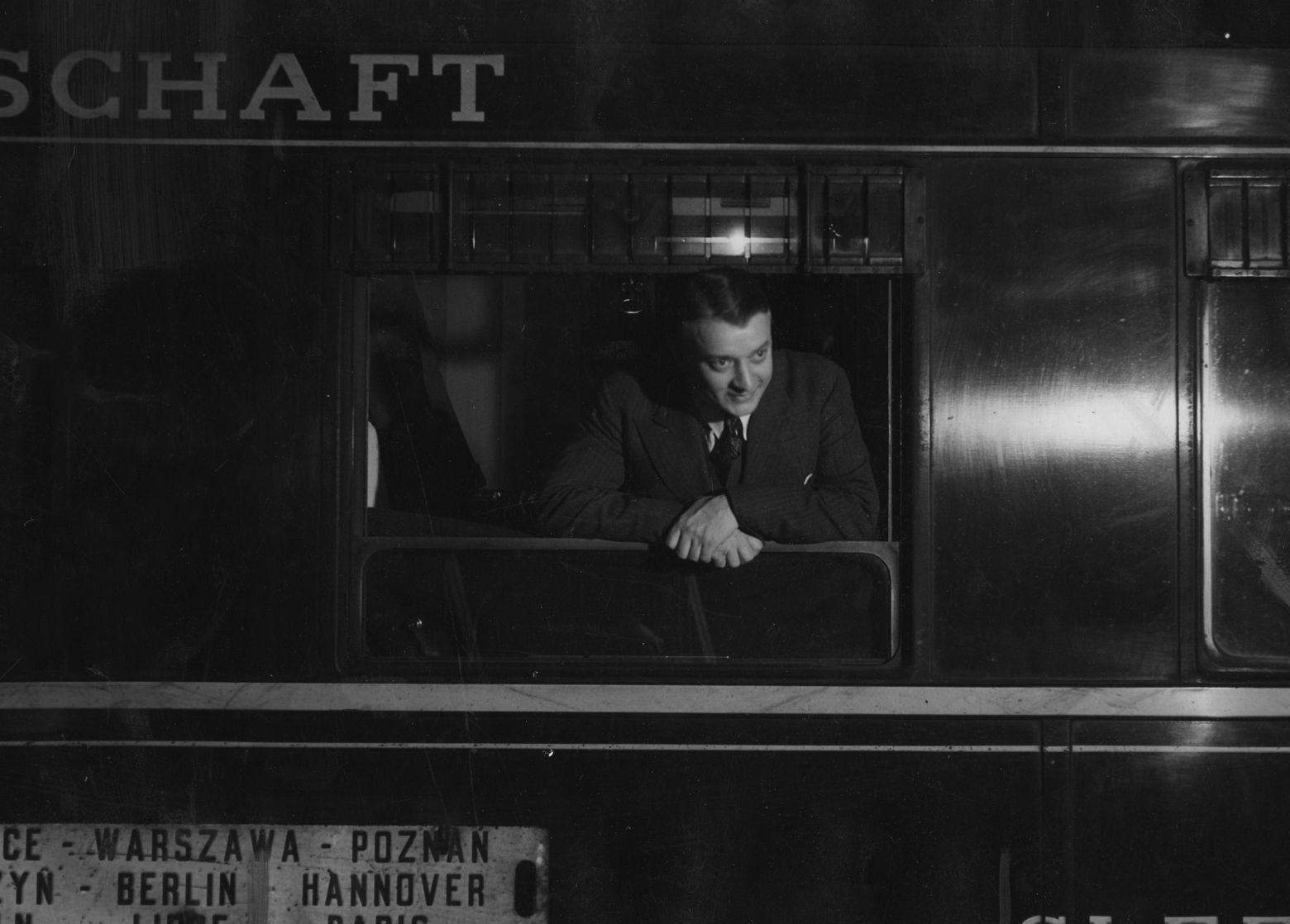
Tuhacsevszkij a varsói pályaudvaron 1936. január 25-én, úton V. György brit király temetésére

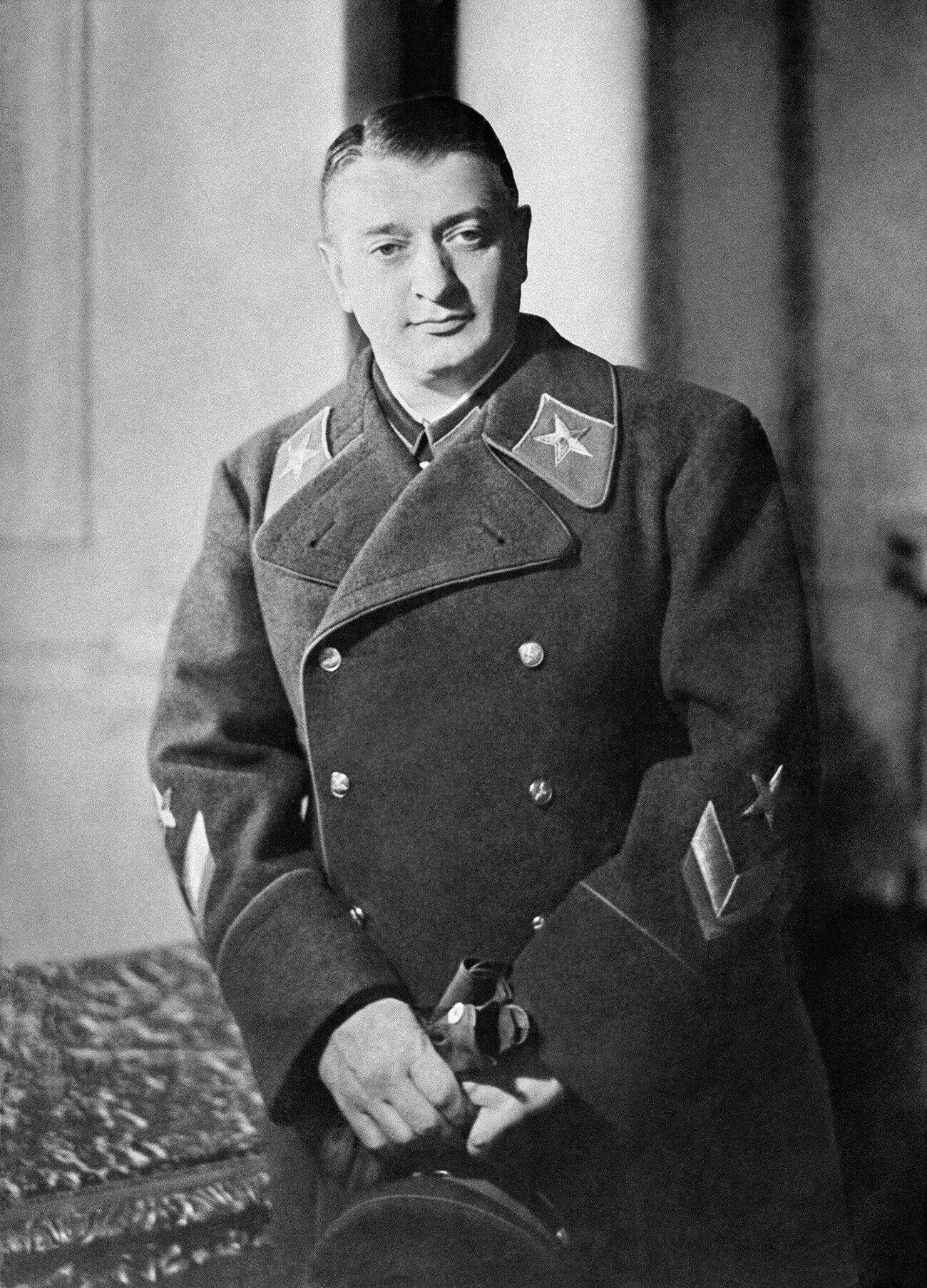
Tuhacsevszkij 1936-ban

Tuhacsevszkij perbefogásáról számtalan legenda terjedt el az idők folyamán, és a mögötte húzódó valós okokat mindmáig nem lehet tudni biztosan. Vorosilov visszaemlékezései szerint a Tuhacsevszkij-ügy előjátékára 1936 májusában került sor, amikor a marsall magas rangú szovjet vezetők (Sztálin, Molotov és mások) előtt azzal vádolta meg Vorosilovot, hogy egy szűk klikk élén ő diktálja a Honvédelmi Népbiztosság irányvonalát. Később azonban visszavonta a vádakat, ám Sztálin ennek ellenére is a Politbüró elé terjesztette az ügyet, ahol Tuhacsevszkij ismét visszavonta kijelentését. Az eset valószínűségét erősíti az a tény is, hogy már Trockij is megjegyezte vele kapcsolatban, hogy olyan vádakkal áll elő, amelyeket nem tud bizonyítani.
Mindezek ellenére Tuhacsevszkijt bízták meg azzal, hogy képviselje a Szovjetuniót V. György brit király temetésén. Ezen kívül hazaúton felkereshette Párizst, ahol fogadta őt Maurice Gamelin, a francia vezérkari főnök, majd találkozott több régi ingolstadti hadifogolytársával, többek között Charles de Gaulle-lal. A Manchester Guardian a látogatás után egyenesen az angol–szovjet kapcsolatok új szintre lépését látta az eseményben. Odahaza azonban nem aratott osztatlan sikert Tuhacsevszkij külföldi népszerűsége, mert a felső vezetésben a külföldi burzsoá kémektől rettegtek. Jól mutatja a vele kapcsolatban beállt változást az, hogy 1937-es útját, amelyen VI. György brit király koronázása alkalmából képviselte volna a Szovjetuniót, egyszerűen lefújták egy ellene készülő londoni merényletre hivatkozva. Távolmaradását Londonban betegségével próbálták magyarázni.

### A vörös dosszié
Tuhacsevszkij elleni újabb per során igyekeztek az összes elérhető bizonyítékot előkeríteni. A szálak egyike egészen Németországig ért, hiszen ott találtak olyan dokumentumokat, melyek igazolták a marsall német kapcsolatait, és azt, hogy katonai puccsra készül. Wilhelm Höttl, a Gestapo volt tisztje adta közre az ezzel kapcsolatos információit a Die Geheime Front című könyvében. Ebben arról írt, hogy 1936-ban a Gestapo tudomására jutott Tuhacsevszkij állítólagos összeesküvése. Hitler és a náci vezetés előtt két döntés állt: támogatni Tuhacsevszkijt állítólagos tervében és hatalomra juttatni egy németbarát katonai juntát, vagy átadni a vele kapcsolatos információkat Sztálinnak, elnyerve ezzel a bizalmát. Ráadásul a dokumentumok átadása egy tizedelés kezdetét jelentették volna a Vörös Hadsereg vezérkarában, amely jelentősen legyengíti a szervezetet.
A kitűnő iratok megszerzése érdekében egy éjszakai támadást is rendeztek a német haderő titkos archívuma ellen, melynek során a hivatalos verzió szerint az épületben tűz ütött ki, és megsemmisült egy szekrény szovjet vonatkozású irat. Az így megszerzett iratok hamisítását a legjobb szakemberekre bízták, és az elkészült anyagot egy tizenöt oldalas mappába, az úgynevezett „vörös dossziéba” gyűjtötték össze. Az egyik legfontosabb dokumentumot, egy Tuhacsevszkij-levelet, tapasztalt kalligráfusok készítették el, akik nem csak a marsall kézírását, de leveleinek stílusát és az általa használt szókészletet is beleépítették a „bizonyítékba”. Ma ezek a dokumentumok sehol sem lelhetők fel, de a per során hivatkoztak rá, és szakértői vélemények is készültek a valódiságát illetően. A Gestapo állítólag pénzt is kapott a dokumentumokért, hárommillió aranyrubelt, és ez a nagy összeg azt is hívatott volt alátámasztani, hogy igaziak a bizonyítékok. A történészek egy része azonban vitatja a dokumentum átadását, pontosan azok hiánya miatt a szovjet archívumokban. A per vádlottait azonban kizárólag az erőszakkal kicsikart beismerő vallomásuk alapján ítélték halálra, a megszerzett dokumentumok nem kerültek említésre az ítéletekben. Ezek a dokumentumok így érdemben nem befolyásolták a per kimenetelét, csupán az ingadozó vezetők meggyőzésében lehetett szerepük.
A másik nemzetközi szál egy bájos kémnőhöz köthető. Tudvalévő volt, hogy Tuhacsevszkij nem érzéketlen a női nem irányában. A hölgy ismert volt berlini titkosszolgálati körökben, és Josephine Henzi néven dánnak adta ki magát. A gyönyörű asszony szovjet hírszerzőként pontos adatokat szolgáltatott korábban a szovjet vezetésnek, és ebben az esetben is tudott olyan jelentést készíteni, amely felhasználható volt Tuhacsevszkij ellen. A külföldi dokumentumok szovjet kézre kerülésében szerepet játszottak még cseh közvetítők is, mivel tőlük kapta meg a Csehszlovák Köztársaságba akkreditált német nagykövet. A dokumentumkötet 1937. május 8-án Sztálin asztalán landolt.

### A per

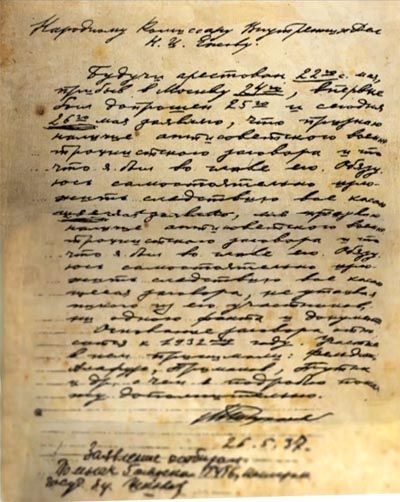
Tuhacsevszkij beismerő vallomása

Készen álltak a „bizonyítékok”, de ezek mellé tanúk és megfelelő eljárás is illett. 1937. május 1-jén, az ünnepi felvonulás után a szovjet vezérkar Vorosilov házában gyűlt össze, ahol Sztálin kijelentette, hogy ideje megszabadulni végre a hadseregbe beépült ellenségtől, és egyértelmű volt a megjelentek számára, hogy Tuhacsevszkij a következő célpont. Május 11-én került sor az első lépésre, amikor is felmentették Tuhacsevszkijt a népbiztoshelyettesi pozícióból, és a Volgai Katonai Körzet parancsnokává nevezték ki. Ez a kegyvesztettség egyértelmű jele volt. Május 13-án aztán Sztálin fogadta őt egy háromnegyed órás kihallgatáson, amelyen Vorosilov is jelen volt. A megbeszélés végén Sztálin a marsall vállára tette a kezét, és megígérte számára, hogy hamarosan visszatér majd Moszkvába. Sztálin tartotta magát a szavához, május 22-én Kujbisevben letartóztatták, majd május 24-én Moszkvába, a Lubjanka börtönbe szállították. A letartóztatottakat azzal vádolták, hogy trockisták és terroristák valamint kémkedtek a németek javára és katonai összeesküvést szőttek.
Tuhacsevszkij az eljárás elején még tagadta az őt ért vádakat. A kihallgatását személyesen Jezsov vezette, és az NKVD által használt módszerek – például alvásmegvonás és egész napos ütlegelés gumibottal – segítségével a beismerő vallomást két nap alatt kicsikarták tőle. Május 26-án beismerő vallomást tett, 29-én pedig szembesítették az ellene valló tanúkkal. Az ügy körülményeit vizsgáló bizottság megbarnult foltokat (mint később megállapították, az Tuhacsevszkij vére volt) talált a vallomást tartalmazó lapokon. Az elkészített jegyzőkönyv azonban egyetlen olyan állítást sem tartalmazott, amelyet tényekkel alá lehetett volna támasztani. Ezután június 1-jére Vorosilov összehívta a Honvédelmi Népbiztosság Katonai Tanácsát, ahol a résztvevők lehetőséget kaptak a beismerő vallomások tanulmányozására. Sztálin a kínzással megszerzett bizonyítékok alapján előterjesztette a vádakat az „összeesküvők” ellen. A résztvevők közül 42-en támogatták a vádat, amely alapján nemsokára 34 további „összeesküvőt” is őrizetbe vettek.
…ma május 26-án kijelentem, hogy beismerem egy antiszovjet katona-trockista összeesküvés létezését és azt, hogy én álltam az élén. Kötelezem magam, hogy önként felfedek a nyomozás előtt minden az összeesküvéssel kapcsolatos adatot anélkül, hogy eltitkolnám, akár egy résztvevő kilétét, akár egy tényt vagy dokumentumot. Az összeesküvés megalapítása 1932-re tehető…
Június 11-én került sor egy zárt tárgyalásra, amely előtt figyelmeztették a vádlottakat, hogy az itt tanúsított magatartásukon múlik a sorsuk. A tárgyalásra NKVD vallatótisztek kísérték be, akik kényszerítették vallomása szóbeli megerősítésére, majd lehetőséget kapott bűnbánó nyilatkozat benyújtására. Tuhacsevszkij nem volt hajlandó minden ellene irányuló vádat elismerni, ám ennek ellenére 23 óra 35 perckor, a többiekhez hasonlóan őt is golyó általi halálra ítélték. A halálos ítéletet egy olyan jegyzőkönyvben rögzítették, melyet a Szovjetunió Legfelsőbb Bíróságának erre a célra felállított különleges testülete készített, melynek vezetője Vaszilij Vasziljevics Ulrih, a Legfelsőbb Bíróság Katonai Kollégiumának elnöke, tagjai pedig Blücher és Bugyonnij, a Szovjetunió marsalljai, valamint Alksnis, Saposnyikov, Belov, Dibenko és Kasirin hadseregparancsnokok voltak.
Tuhacsevszkijen és hét másik katonai vezető társán 1937. június 12-én végrehajtották a halálos ítéletet, és a kivégzettek holttestét azonnal elhamvasztották.

## Emlékezete

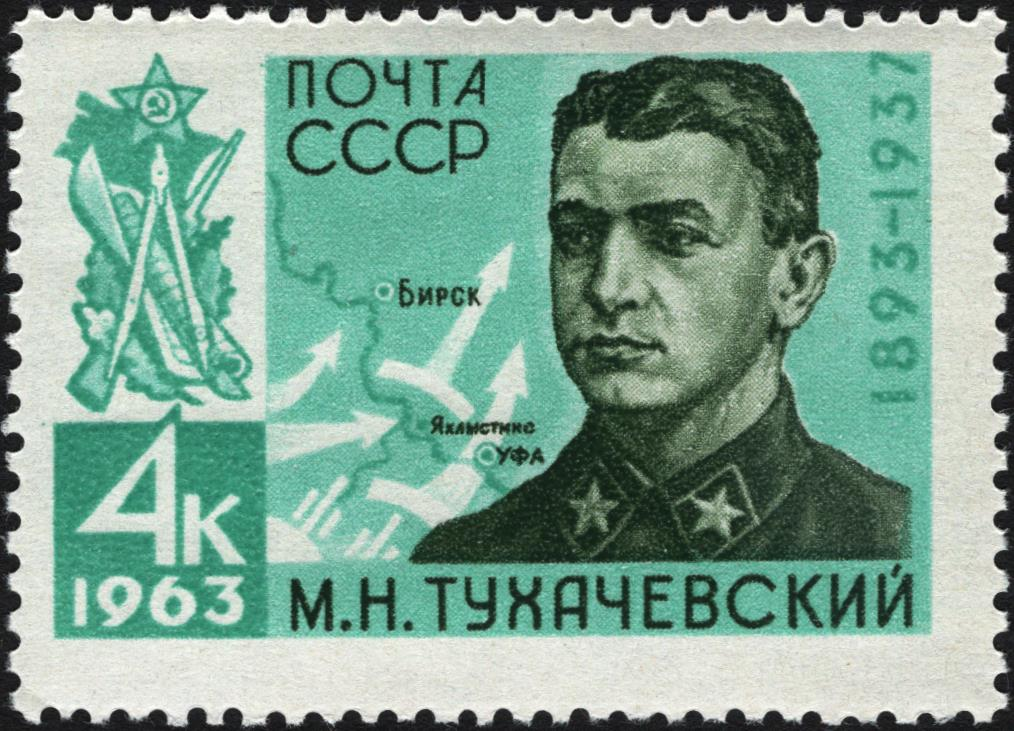
1963-ban kiadott szovjet postabélyeg

Kiemelkedő katonai vezető volt, de hatalmi ambíciói és magasra ívelő karrierje a végzetét okozta. Végig szálka volt többek szemében nemesi származása és megnyilvánuló bonapartista hajlamai miatt. A sztálini önkényuralom mára már ötvenezer főt számláló ártatlannak ítélt kivégzett katonái között ő az egyik legismertebb és talán a legkiemelkedőbb karakter. Kivégzése után családját is megbüntették, feleségét, egyik nővérét és fiútestvéreit is kivégezték. Édesanyját lágerbe küldték, ahol belehalt a keserűségbe és a szenvedésbe. Másik három lánytestvére és lánya munkatáborba került. Nővérei közül Olga Nyikolajevna Gejman-Tuhacsevszkaja 16 évet töltött munkatáborban és ebből több mint tíz évet Kolimán.
Tuhacsevszkij marsallt 1957. január 31-én az elsők között rehabilitálták. Vorosilov, aki maga is tevékeny részese volt a likvidálásának, azt mondta a hír hallatán; „Én ennek a bárónak nem hittem, és most sem hiszek. Azért állt a forradalom oldalára, hogy karriert csináljon…”. Mindezek ellenére az ő és a kivégzett tábornoktársai esetében ki lehet jelenteni, hogy a későbbiek során nagyon hiányzott a Vörös Hadseregnek szakértelmük és háborús tapasztalatuk.
Tuhacsevszkij a komolyzene elkötelezett híve volt. Pártfogója és jó barátja volt Sosztakovicsnak. A zeneszerző hálája jeléül az V. szimfónia lassú tételében, mely az egész szimfónia tetőpontjának számít, a sirató rész a marsall halálának állít emléket. Az ősbemutatón nagy sikert aratott a zenemű, és sokan sírva fakadtak e rész hallgatásakor.
A marsall tudományos munkáinak száma 120 körülire tehető. Hadtudományi munkái az első világháború és a polgárháború tapasztalataiból indultak ki, melyek fontos elméleti tételek. Ezek a munkák az 1920-as és 1930-as évek szovjet nézetei szerint készültek, de a kort megelőzve távolabbra mutattak. A szovjet hadtudomány irányításában is nagy érdemeket szerzett, többek között tagja volt A háború és forradalom című folyóirat szerkesztőbizottságának, szerzőként részt vett A szovjet katonai enciklopédia szerkesztésében és A polgárháború 1918–1921 című háromkötetes munka előkészítésében.
Moszkvában utcát neveztek el róla, és Nyikita Szergejevics Mihalkov rendezésében az 1994-es cannes-i filmfesztiválon szereplő díjnyertes Csalóka napfény című film feldolgozta az élete utolsó napjait jellemző időszakot, s a sztálinizmus valódi kritikájának is tekinthető. Tuhacsevszkij mellékszereplőként szerepel A varsói csata, 1920 című 2011-es lengyel film egyik jelenetében.

## Művei magyarul
- Tuhacsevszkij válogatott művei; ford. Dalos György; Zrínyi, Budapest, 1975
- A magasabb parancsnokság kérdései / A szervezés stratégiája / A korszerű hadászat kérdései / A háború mint a fegyveres küzdelem problémája (részletek) / A háború új kérdései / A vezetési formák fejlődéséről / A határ menti hadműveletek jellege / A hadművészet / A mai Németország katonai tervei; in: Válogatás szovjet hadtudományi írásokból; vál., szerk. Kocsis Bernát; Zrínyi, Budapest, 1984